# Aire urbaine de Lons-le-Saunier
L'aire urbaine de Lons-le-Saunier est une aire urbaine française centrée l'unité urbaine de Lons-le-Saunier, dans le Jura. Composée de 101 communes (dont 5 situées en Saône-et-Loire), elle comptait 57 935 habitants en 2013.

## Caractéristiques en 1999
D'après la définition qu'en donne l'INSEE, l'aire urbaine de Lons-le-Saunier est composée de 94 communes, situées dans le Jura et la Saône-et-Loire. Ses 54 486 habitants font d'elle la 132e aire urbaine de France.
8 communes de l'aire urbaine sont des pôles urbains.
Le tableau suivant détaille la répartition de l'aire urbaine sur les départements (les pourcentages s'entendent en proportion du département) :
| Département    | Communes | Communes (%) | Superficie (km²) | Superficie (%) | Population (1999) | Population (%) |
| -------------- | -------- | ------------ | ---------------- | -------------- | ----------------- | -------------- |
| Jura           | 91       | 16,7         | 648,74           | 13,1           | 52 489            | 20,9           |
| Saône-et-Loire | 3        | 0,5          | 55,51            | 0,6            | 1 997             | 0,4            |

L'aire urbaine de Lons-le-Saunier est rattachée à l'espace urbain Est.